# Żółw cętkowany
Żółw cętkowany, żółw kropkowany (Clemmys guttata) – gatunek żółwia z rodziny żółwi błotnych (Emydidae); jedyny żyjący przedstawiciel rodzaju Clemmys.

## Charakterystyka
Karapaks czarny z drobnymi żółtymi plamkami, również głowa jest czarna z plamkami. Plastron żółto-pomarańczowy, prawie całkowicie zakryty przez czarne akcenty.

## Rozmiary
Żółwie te osiągają zwykle długość do ok. 12,5 cm, największy zarejestrowany osobnik mierzył 13,6 cm.

## Występowanie
Wschodnia część Ameryki Północnej – od południowo-wschodniej Kanady na południe po Florydę, w tym region Wielkich Jezior.